# Mangan(II)-iodid
Mangan(II)-iodid ist eine chemische Verbindung des Mangans aus der Gruppe der Iodide.

## Gewinnung und Darstellung
Mangan(II)-iodid kann durch Reaktion von Mangan(II)-oxid mit Iodwasserstoff gewonnen werden.
Das Tetrahydrat kann durch Reaktion von Mangan(II)-carbonat mit Iodwasserstoffsäure hergestellt werden. Das wasserfreie Form kann daraus durch Dehydratation im Vakuum erzeugt werden.

## Eigenschaften
Mangan(II)-iodid ist ein rosafarbener Feststoff, der sich an der Luft, unter Einfluss des Lichts, infolge der Oxidation des Iodidions zu Iod braun färbt. Er besitzt eine trigonale Kristallstruktur vom Cadmium(II)-iodid-Typ (Polytyp 2H) mit der Raumgruppe P3m1 (Raumgruppen-Nr. 164). Er löst sich unter Zersetzung in Wasser. Das Tetrahydrat hat eine monokline Kristallstruktur mit der Raumgruppe P21/c (Nr. 14).